# Tineopaschia minuta
Tineopaschia minuta är en fjärilsart som beskrevs av George Francis Hampson 1916. Tineopaschia minuta ingår i släktet Tineopaschia och familjen mott. Inga underarter finns listade i Catalogue of Life.